# تايتشي ناكامورا
تايتشي ناكامورا (باليابانية: 中村 太一) (مواليد 5 يناير 1993) هو لاعب كرة قدم ياباني.

## وصلات خارجية
- تايتشي ناكامورا على موقع رابطة كرة القدم اليابانية للمحترفين (اليابانية)
- تايتشي ناكامورا على موقع Soccerway.com (الإنجليزية)
- تايتشي ناكامورا على موقع عالم كرة القدم.نت (الإنجليزية)